# Grant Gustin

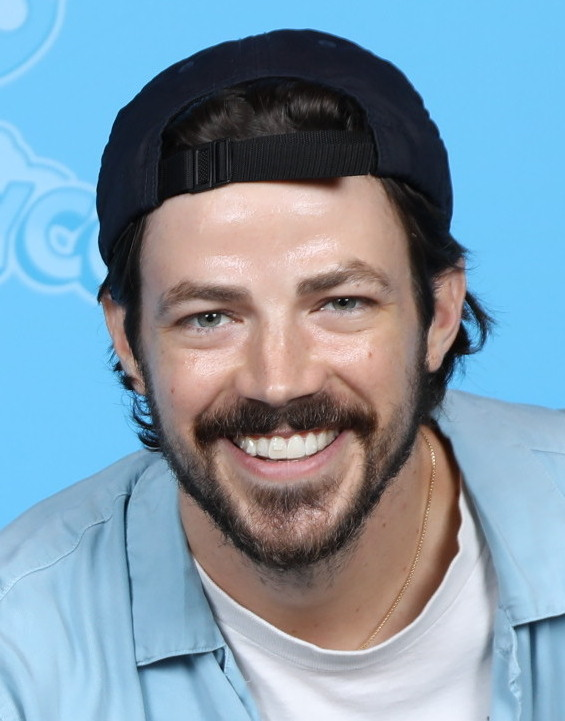
Grant Gustin (2023)

Thomas Grant Gustin (* 14. Januar 1990 in Norfolk, Virginia) ist ein US-amerikanischer Schauspieler. Bekannt ist er vor allem für seine Rollen als Sebastian Smythe in der Fernsehserie Glee und als Barry Allen in The Flash.

## Leben
Thomas Grant Gustin wurde am 14. Januar 1990 in Norfolk, Virginia geboren. Seine Mutter arbeitete als Kinderkrankenschwester und sein Vater war College-Professor.
Neben der High School nahm er am Governor’s School for the Arts Programm in Norfolk, Virginia, für Musiktheater teil. 2008 schloss er die Granby High School ab und besuchte für drei Jahre das BFA-Musiktheater-Programm an der Elon University in North Carolina. Dieses brach er ab, um bei der Broadway Revival Tour des Musicals West Side Story Baby John zu spielen. Dieses verließ er wiederum, um in Glee die Rolle des Sebastian Smythe, eines homosexuellen Jungen der Dalton Academy Warblers, zu spielen. Nachdem er 2013 bereits in zwei Episoden als Barry Allen in Arrow zu sehen gewesen war, wurde bekanntgegeben, dass Gustin diese Rolle in dem Spin-off The Flash fortführen wird. Die Serie startete am 7. Oktober 2014.
Am 15. Dezember 2018 heiratete er seine Freundin Andrea "LA" Thoma in Los Angeles, Kalifornien. Das Paar hat zwei Kinder: eine 2021 geborene Tochter und ein Sohn, der 2024 auf die Welt kam.

## Filmografie (Auswahl)
- 2003: Kid Fitness Jungle Adventure Exercise Video (Kurzfilm)
- 2006: A Haunting (Fernsehserie, Folge 2x05)
- 2011–2013: Glee (Fernsehserie, sieben Folgen)
- 2012: CSI: Miami (Fernsehserie, Folge 10x13)
- 2012: A Mother’s Nightmare
- 2013: 90210 (Fernsehserie, acht Folgen)
- 2013–2020: Arrow (Fernsehserie, 14 Folgen)
- 2014: Affluenza
- 2014–2023: The Flash (Fernsehserie, 9 Staffeln)
- 2015–2016: Vixen (Webserie, acht Folgen, Stimme von Barry Allen)
- 2016–2019: Supergirl (Fernsehserie, fünf Folgen)
- 2016–2017, 2020: Legends of Tomorrow (Fernsehserie, vier Folgen)
- 2018: Krystal
- 2018: Tom and Grant (Kurzfilm)
- 2019: Batwoman (Fernsehserie, Folge 1x09)
- 2022: Rettungshund Ruby (Rescued by Ruby)
- 2023: Puppy Love – Hunde zum Verlieben (Puppy Love)
- 2023: Titans (Fernsehserie, eine Folge)

## Theater
- 2010–2011: West Side Story
- seit 2023: Musical: Water for Elephants